# إسماعيل جمعة
إسماعيل جمعة (بالإنجليزية: Ismail Juma)‏ هو منافس ألعاب قوى تنزاني، ولد في 3 أغسطس 1991، وتوفي في 3 نوفمبر 2017.

## وصلات خارجية
- إسماعيل جمعة على موقع أرشيف الشارخ.
- إسماعيل جمعة على موقع الاتحاد الدولي لألعاب القوى (الإنجليزية)